# Nagrobek biskupa Andrzeja Trzebickiego

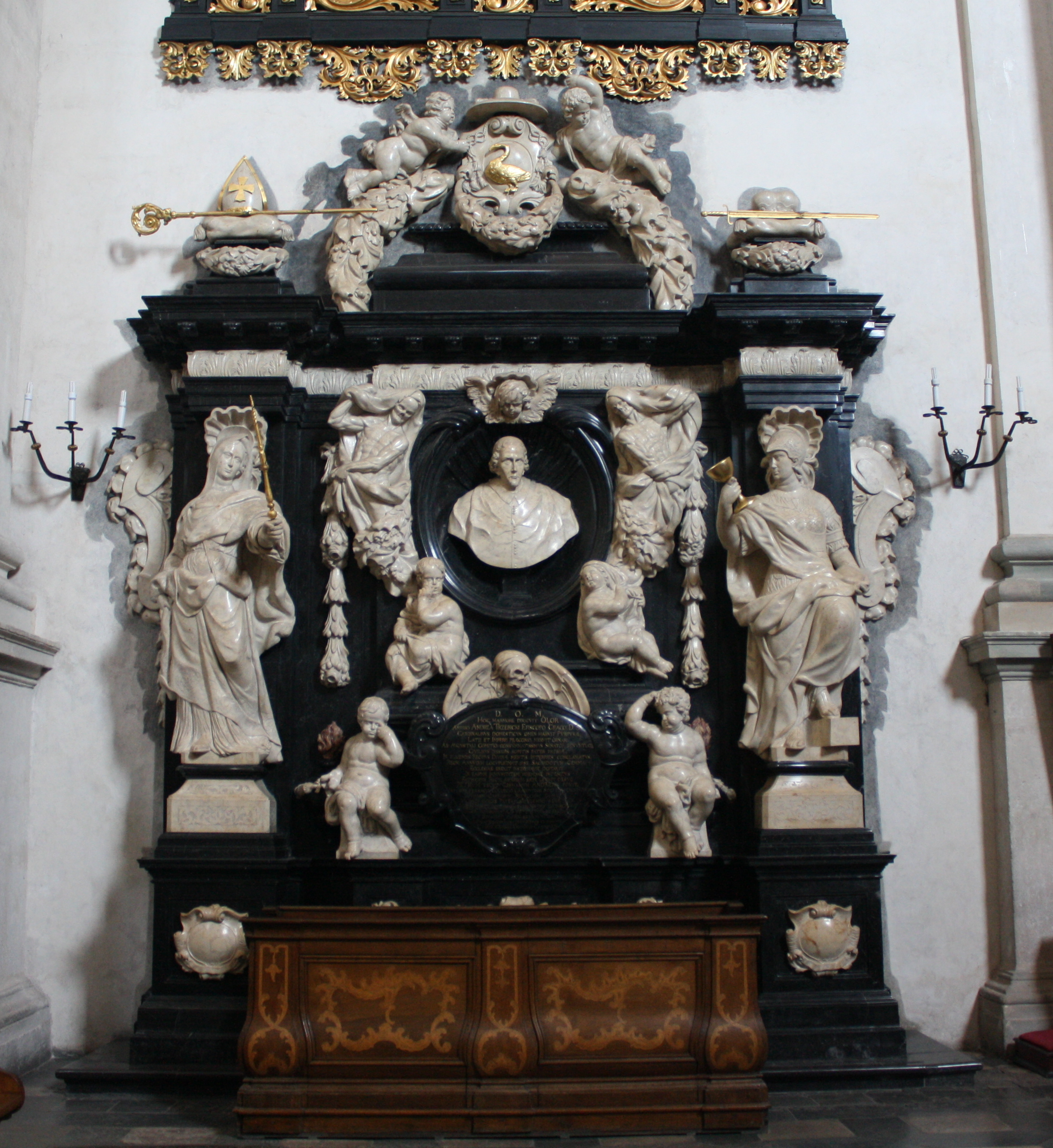
Nagrobek biskupa Andrzeja Trzebickiego

Nagrobek biskupa Andrzeja Trzebickiego – barokowy nagrobek usytuowany przy północnej ścianie prezbiterium kościele Świętych Piotra i Pawła w Krakowie, wykonany w latach 1695–1696. Został wzniesiony przez kamieniarzy pracujących w kamieniołomie w Dębniku według projektu nieznanego autora, a jego fundatorem był siostrzeniec biskupa, dziekan kapituły krakowskiej Kasper Cieński.

## Opis
Nagrobek jest jednokondygnacyjny i jednoosiowy, wykonany z trzech rodzajów kontrastującego ze sobą kamienia. Mimo że generalnie jest to nagrobek architektoniczny, rzeźba dominuje nad architekturą. Na wydatnym łamanym cokole wspierają się po bokach zdwojone pilastry z ustawionymi przed nimi pełnoplastycznymi figurami kobiecymi (personifikacje cnót Wiary i Męstwa, bądź Kościoła i Synagogi). Pilastry wspierają akantowy fryz, wydatny gzyms kordonowy, a także zwieńczenie w postaci plastycznego kartusza z herbem łabędź i znajdujących się po bokach insygniów biskupich (pastorał) i książęcych (miecz). Zwieńczenie to podtrzymywane jest przez dwa aniołki z girlandami kwiatowymi. W części środkowej znajduje się profilowany sarkofag, na nim tablica kartuszowa, plastycznie ujęta po bokach w chrząstkowo-małżowinowe woluty i zwieńczona uskrzydloną trupią główką. Na tablicy widnieje majuskułowa łacińska inskrypcja.
Nad sarkofagiem umieszczona jest owalna nisza z ustawionym na niewielkim cokoliku popiersiem zmarłego, zwieńczona skrzydlatą anielską główką. Na cokole nagrobka umieszczono trzy kartusze. Na środkowym widnieje uskrzydlona klepsydra. Po obu stronach tablicy widnieją pełnoplastyczne figurki puttów. Podobne putta siedzą na sarkofagu po obu stronach niszy z popiersiem. Po obu stronach niszy belkowanie podtrzymywane jest przez dwa ukazane do połowy tułowia trupy (tzw. muskelmany) z umięśnionymi, wyschniętymi i gnijącymi ciałami.

## Materiał
Nagrobek wykonano z różnobarwnych materiałów powszechnie wykorzystywanych do tworzenia małej architektury w Rzeczypospolitej w XVII wieku. Należą do nich silnie skrystalizowane wapienie (potocznie zwane "marmurami"). Dominuje czarny "marmur dębnicki" wydobywany w kamieniołomach w miejscowości Dębnik koło Krzeszowic. Do wykonania dekoracji rzeźbiarskich, tj. popiersia biskupa, putt, figur alegorycznych, kartusza herbowego i ornamentów roślinnych, użyto jasnokremowego "marmuru zalaskiego" wydobywanego w kamieniołomie Zalas-Głuchówki. Płomienie wazonów wykonano z "marmuru świętokrzyskiego" (różanka zelejowska lub paczółtowicka). Podczas niedawnej konserwacji dzieła wzmocniono efekt światłocienia odtwarzając na ścianie wokół nagrobka grafitową opaskę, która tworzy barokową iluzję cienia.

## Program ideowy i symbolika
Program ideowy monumentu jest typowy dla barokowej sztuki sepulkralnej. Makabryczne zwłoki ukazane w trakcie rozkładu, uskrzydlona klepsydra i czaszka symbolizują przemijanie i śmierć. Siedzące putta tworzą wrażenie zadumy nad marnością zasług duchownego. Wieńcząca niszę niebiańska główka ze skrzydełkami symbolizuje nieśmiertelność duszy. Pod względem plastycznym nagrobek ukazuje wędrówkę duszy od tego, co ziemskie i doczesne (tablica, personifikacje), przez makabryczną i przerażającą śmierć (uskrzydlona czaszka i muskelmany) do tego, co wieczne i niebiańskie (nisza ze zwieńczeniem i popiersiem).
Zdaniem badaczy, bardziej niż jakością wykonania nagrobek wyróżnia się złożoną ikonografią, a zwłaszcza rzadkim rzeźbiarskim przedstawieniem rozkładających się zwłok wspierających gzyms i wysokiej klasy popiersiem zmarłego. Popiersie to wykonano wiele lat po śmierci modela, prawdopodobnie na podstawie zachowanych portretów.

## Inskrypcja na tablicy
D[EO] O[PTIMA] M[AXIMO]
HOC MARMORE DIRIGVIT OLOR
AMISSO ANDREA TRZEBICKI EPISCOPO CRACO[VIENSI] D[UCE] S[EVERIENSI]
CARDINALIBVS DOMESTICVS OMEN HABVIUT PURPURAE.
LATII ET IMPERII PRAECONIO MERVIT ORNARI.
ABA AVGVSTALI COMITIO CONCVMMATISSIMVS SENATOR RENVNTIAT 9[VS]
CIVILIBUS DISSIDIIS SOPITIS PATER PATRIAE.
IN ELIGENTIS DIVINAE MRNTIS INTERPRES CONCLAMATVS.
REGNI ANNVLVM LOCVPLETAVIT IPSE SACERDOTVM GEMMA
ECCLESIAS EREXIT INSTAVRAVT DOTAVIT
IN EARVM IMMVNITATEM IRREMISSE INTENTVS
FATISTENS REGNI AERARIVM SAEPE LEVAVIT DE SVO
PETRVM VELVT GERMANVM ANDEAS FOVIT.
NON SINE PRAESAGIO COLLEGIO CRACOVIENSI SOC[IETATIS] IESV EXCITATO
IOANNEM CASIMIRVM SEPVLCHRO DONAVIT
VICISSIM CORDIS PATERNI SEPVLCHRO RECEPTVS.
EGENIS TANTV[M] NON ANIMA[M] SVPRENIS TABVLIS INSCRIPSIT
QVA[M] CAELO CONSIGNAVIT A[NNO] D[OMINI] 1679 AETATIS 73 DECEMB[RIS] 28
SPONDET TAMEN SAXVM VITAM
QVOD IN MEMORA[M] ANIMAVIT NEPOS SORORE
CASPAR CIENSKI DECANVS CRACOVIAEN[SIS]

Bogu Najlepszemu Największemu. W tym marmurze łabędź rodzinny zastygł po odejściu Andrzeja Trzebickiego, biskupa krakowskiego, księcia siewierskiego, któremu zapowiadano purpurę kardynalską i wedle opinii [imperium] Rzeczypospolitej godzien był tego wyróżnienia. Uznany przez sejm królewski za najdoskonalszego senatora, po uśmierzeniu zaś sporów w Państwie, za ojca Ojczyzny. Przy wyborze królów uznany za wyraziciela myśli Bożej, wzbogacił dochody Królestwa, sam niczym szlachetny klejnot wśród kapłanów, znosił kościoły, odnawiał je i uposażał, starając się nieustannie o utrzymanie ich wolności, podupadający skarbiec Królestwa nieraz wspomagał i wspierał swym majątkiem, podobnie jak Andrzej rodzonego brata Piotra. Nie bez wiedzy Kolegium Towarzystwa Jezusowego wyposażył grobowiec Jana Kazimierza, w zamian został przyjęty w grobowcu ojcowskiego serca. W ostatnim zapisie przekazał ubogim wszystko oprócz swej duszy, która oddał w posiadanie nieba w roku 1679 [dnia] 28 grudnia w wieku 73 lat. Życie jednakże zapewnia mu kamień nagrobny, który na żywą pamiątkę postawił siostrzeniec Kasper Cieński, dziekan krakowski.